# Бабець сибірський
Бабець сибірський (Cottus sibiricus) — риба з роду бабців, родини Бабцевих. Ареал охоплює сибірську частину басейну Арктичний океанАрктичного океану від Обі до Яни, також в озері Телецькому. Прісноводна демерсальна риба до 15 см довжиною.